# كيه إن دي إس
شركة كيه إن دي إس ، المعروفة سابقًا باسم كيه أم دبليو+نيكستر للأنظمة الدفاعية ، هي شركة قابضة أوروبية في قطاع الدفاع، وهي نتاج اندماج شركتي كراوس-مافي ويجمان و نكستر . يقع المقر الرئيسي للشركة القابضة المشتركة في أمستردام ، هولندا . 

## تاريخ الشركة
شركة كيه إن دي إس هي شركة قابضة مشتركة تم تشكيلها من قبل شركة الدفاع الألمانية المملوكة للعائلة كراوس-مافي ويجمان (كيه أم دبليو) وشركة تصنيع الأسلحة المملوكة للحكومة الفرنسية نكستر ، وهما من الشركات الرائدة في تصنيع أنظمة الأراضي العسكرية في أوروبا. 
بدأت المفاوضات بين الشركتين والحكومتين الألمانية والفرنسية في صيف عام 2014.  وتزايد الدعم للاندماج في كل من ألمانيا وفرنسا. وعند عرض المشروع على المشرعين الفرنسيين في يناير 2015،  افترض الرئيسان التنفيذيان لكلا الشركتين أن الشركة القابضة الجديدة ستعزز إنتاج الشركتين من خلال تجنب قيود التصدير ، وخاصة في ألمانيا.  وفي يوليو 2015، صوتت الجمعية الوطنية الفرنسية لصالح إجراء يسمح بخصخصة شركات الدفاع المملوكة للدولة، مما مهد الطريق أمام شركتي كيه أم دبليو ونكستر للانضمام إلى بعضهما البعض.  
في 29 يوليو 2015 ، تم التوقيع على الاندماج بين الشركتين في باريس, في وجود أورسولا فون دير لين وجان إيف لو دريان. وقد لوحظ في عام 2015 أن ثقافة الشركة من نكستر أدت إلى الاستعانة بمصادر خارجية للمكونات ، في حين أن كيه أم دبليو فضلت التصنيع في المنزل. قدم كيه أم دبليو 2000، في حين جعل نيكستر قيصر. تكمل شركتا الاندماج بعضهما البعض ، بدلا من التنافس مع بعضهما البعض. جلبت كيه أم دبليو جنبا إلى جنب إلى الاندماج التابعة لها وفيل ، وهي شركة بريطانية.
في ديسمبر 2015، تم الانتهاء من عملية الاندماج، عندما عين مجلس الإشراف الرئيس التنفيذي الجديد لشركة نكستر للأنظمة، ستيفان ماير، ورئيس مجلس الإدارة التنفيذي لشركة كيه أم دبليو، فرانك هاون، كرؤساء تنفيذيين للشركة القابضة. 
في يوليو 2016، بدت الصحافة الفرنسية راضية عن اندماج مصنعي دبابات ليوبارد 2 وليكلير ، على الرغم من خيبة أملها لأن الشركة المدمجة لا تزال تشكل 25% من حجم جنرال ديناميكس أو بي إيه إي سيستمز . 
قبل نوفمبر 2018، تم منح قيادة نظام القتال الأرضي الرئيسي الجديد إلى النصف الألماني من الشركة، بقرار من السياسيين في كل من فرنسا وألمانيا. 
في نوفمبر 2018، كانت شركة راينميتال تفكر في الاستحواذ على حصة 50٪ من الشركة القابضة الألمانية، بعد وفاة مانفريد بود.  في ديسمبر 2018، أصبح من الواضح أن شركة راينميتال كانت تسعى للحصول على 75٪ من شركة كيه إن دي إس بأكملها. 
في عام ٢٠٢٠، بلغ عدد موظفي شركة كيه إن دي إس والشركات التابعة لها ٨٢٧٠ موظفًا، وبلغ حجم مبيعاتها ٢.٤ مليار يورو، وبلغت الطلبات المتراكمة حوالي ١٠.٦ مليار يورو، وبلغ إجمالي الطلبات المستلمة ٣.٣ مليار يورو. تشمل منتجاتها دبابات القتال الرئيسية، والمركبات المدرعة، وأنظمة المدفعية، وأنظمة الأسلحة، والذخيرة، والجسور العسكرية، وخدمات العملاء، وأنظمة إدارة المعارك، والتدريب، والحماية، ومجموعة واسعة من المعدات. 
في عام 2023، قررت شركة كيه إن دي إس استبدال اسم دبليو أف إي أل الخاص بشركتها التابعة البريطانية، باسم شركة كيه إن دي إس المملكة المتحدة. 

## منتجات
في يونيو 2018، وقعت وزارتا الدفاع الألمانية والفرنسية خطاب نوايا لشركة كيه إن دي إس لتطوير نظام القتال الأرضي الرئيسي (MGCS)، وهو دبابة قتال رئيسية مشتركة، ونظام إطلاق النار غير المباشر المشترك، وهو دبابة قتال رئيسية مشتركة من طراز 155. مدفع ذاتي الحركة عيار 1 مم. 
اعتبارًا من عام ٢٠٢٤، أصبحت دبابات شركة كيه إن دي إس قادرة على العمل بشكل مشترك مع مركبات أرضية وجوية وآلية أخرى من خلال استخدام شبكات بيانات متعددة الطبقات. الواجهة الرئيسية رقمية بالكامل، عبر ناقل بيانات مزدوج وإيثرنت مزدوج، بتصميم معياري، وقابل للتطوير بالكامل، وبنية مفتوحة قابلة للترقية. جميع وظائفها مُنفذة برمجيًا. بفضل أحدث أنظمة الحوسبة (الأجهزة)، تُنفذ الحسابات عالية الأداء في الوقت الفعلي، مع توفر الخدمات عبر جميع شبكات البيانات عالية السرعة. 

### ترقية ليوبارد 2
كان أحد المشاريع الأولى لشركة كيه إن دي إس هو ترقية الدبابة ليوبارد 2 ، مع التركيز على زيادة الفعالية ضد التهديدات المعاصرة مثل الصواريخ الموجهة المضادة للدبابات ودبابة تي-14 أرماتا الروسية. 

### نظام إطفاء الحرائق غير المباشر المشترك
نظام النيران غير المباشر المشترك (CIFS) هو برنامج فرنسي ألماني مشترك لتطوير مدفع ذاتي الحركة عيار 155 ملم . من المقرر إطلاق نظام النيران غير المباشر المشترك (CIFS) في عام 2040. 

### مركبة بوكسر المدرعة
تم ترخيص تصنيع مركبة بوكسر ناقلة جنود مدرعة البريطانية ذات الهيكل 8x8 من شركة دبليو أف إي أل، المعروفة الآن باسم شركة كيه إن دي إس المملكة المتحدة، إلى شركة أم تي أل المتقدمة. 

### الجسور العسكرية
تتمكن شركة كيه إن دي إس المملكة المتحدة من بناء جسور دعم جافة محمولة، يمكنها دعم وزن دبابة القتال الرئيسية تشالنج 3.